# Vicente López Carril
Vicente López Carril (Donas, 2 de diciembre de 1942-Gijón, 29 de marzo de 1980) fue un ciclista español, profesional entre 1965 y 1979. Fue hermano del también ciclista Jesús López Carril. 

## Biografía
Nació en Donas, provincia de La Coruña, pero al poco tiempo se trasladó con su familia a Candás, Asturias. Obtuvo triunfos de etapa en las tres Grandes Vueltas, 3 en el Tour de Francia, donde además acabó en cinco ocasiones entre los 10 primeros de la prueba, 1 en el Giro de Italia y 1 en la Vuelta a España.
Falleció en marzo de 1980 tras sufrir un corte de digestión que le provocó un derrame cerebral mientras jugaba al fútbol en la playa. Tenía 37 años de edad.
El Patronato Deportivo del Ayuntamiento de Carreño y el complejo polideportivo de Candás llevan su nombre en su honor.

## Palmarés
| 1966 (como amateur) - 1 etapa del Tour del Porvenir 1968 - Vuelta a Mallorca, más 2 etapas 1970 - 1 etapa de la Volta a Cataluña 1971 - Vuelta a los Valles Mineros, más 1 etapa - 1 etapa del Giro de Italia - Trofeo Elola 1972 - G.P. Navarra 1973 - Tres Días de Leganés, más 1 etapa - Vuelta a los Valles Mineros, más 1 etapa - 1 etapa del Tour de Francia - 1 etapa de la Vuelta a Asturias | 1974 - Campeonato de España en Ruta - 3.º en el Tour de Francia, más 1 etapa - 1 etapa de la Volta a Cataluña 1975 - 1 etapa del Tour de Francia - Vuelta a Valencia 1976 - 1 etapa de la Vuelta a España 1977 - Vuelta a Asturias, más 1 etapa - G.P. Primavera - Clásica de Ordizia - G.P. Navarra |

## Resultados en Grandes Vueltas y Campeonato del Mundo
| Carrera         | 1967 | 1968 | 1969 | 1970 | 1971 | 1972 | 1973 | 1974 | 1975 | 1976 | 1977 | 1978 | 1979 |
| --------------- | ---- | ---- | ---- | ---- | ---- | ---- | ---- | ---- | ---- | ---- | ---- | ---- | ---- |
| Giro de Italia  | 23.º | -    | -    | -    | 12.º | 4.º  | -    | 8º   | -    | -    | 55.º | -    | -    |
| Tour de Francia | -    | 23.º | -    | 34.º | 10.º | -    | 9.º  | 3.º  | 5.º  | 10.º | 23.º | -    | Ab.  |
| Vuelta a España | 14.º | 34.º | 26º  | 17º  | -    | 12º  | 17º  | -    | -    | 5º   | -    | 10º  | -    |
| Mundial en Ruta | -    | -    | -    | -    | -    | 26º  | 18º  | -    | 26º  | 20º  | 20º  | -    | -    |

## Equipos
- Kas (1967-1978)
- Teka (1979)